# Bartolomeo Bosco
Giovanni Bartolomeo Bosco (Torino, 1793. január 3. – Drezda, 1863. március 7.) olasz bűvész volt a 19. század közepén. Legismertebb mutatványa a bűvészetben és a csalóknál azóta is kedvelt és sokat használt „hárompoharas játék” (az itt a piros, hol a piros poharas változata) volt.
19 évesen besorozták Napóleon itáliai hadseregébe. 1812-ben Borogyinónál megsebesült egy kozák dzsidától. Mikor a csata után ellepték a harcteret a fosztogatók, halottnak tettette magát, hogy ne öljék meg. Az egyik fosztogató átkutatta értékeiért, ezalatt ő ellopta annak erszényét. Hadifogolyként Szibériába szállították, ahol az őröket és társait elkápráztatta trükkjeivel. 
A háború után, 1814-ben hazatért Torinóba és orvostant tanult. Később bűvészeti mutatványait nem csak az orosz cár előtt mutathatta be, hanem Poroszország, Svédország és Franciaország uralkodóit és vezetőit is elkápráztatta.

## Magyarul
- Boskó a veres ördög. A legújabb bűvészeti darabok gyűjteménye. Magánoktatásra, valamint társaskörök mulatatására; 2. jav., bőv. kiad.; Werfer, Kassa, 1873
- Bosco a bűvész és ezermester. A legújabb, legérdekesebb ezermesterségeknek gyűjteménye; összeáll. Mester Pál; Révai, Bp., 1876
- Bosko a bűvészmester; összeáll. Garbai Miklós;  Bíró, Bp., 1890 k.
- Ezermester. Bűvészeti szemfényvesztési-, spiritistikai-, és physikai mutatványok vezérfonala; Vass, Bp., 1898
- Bosko bűvészkönyve. Meglepő bűvészmutatványok, melyek segédeszközök nélkül előadhatók; Magyar Kiadó, Bp., 1919

## Fordítás
- Ez a szócikk részben vagy egészben a Bartolomeo Bosco című angol Wikipédia-szócikk ezen változatának fordításán alapul.  Az eredeti cikk szerkesztőit annak laptörténete sorolja fel. Ez a jelzés csupán a megfogalmazás eredetét és a szerzői jogokat jelzi, nem szolgál a cikkben szereplő információk forrásmegjelöléseként.